# Edvardas Mikučiauskas
Edvardas Mikučiauskas (né le 23 août 1901 à Kowno à l'époque dans l'Empire russe et aujourd'hui Kaunas en Lituanie, et mort le 21 février 1986 à Jonava en Lituanie) est un joueur de football international lituanien, qui évoluait au poste d'avant.

## Biographie

### Carrière en sélection
Edvardas Mikučiauskas reçoit une sélection en équipe de Lituanie lors de l'année 1924.
Il s'agit d'un match disputé face à la Suisse le 25 mai 1924. Cette rencontre perdue sur le score de 9-0 à Vincennes entre dans le cadre des Jeux olympiques de 1924.

## Palmarès
Kovas Kaunas
- Championnat de Lituanie (3) :
  - Champion : 1924, 1925 et 1926.